# Herenni Gal (llegat)
Herenni Gal (en llatí Herennius Gallus) va ser un militar romà del segle i. Formava part de la gens Herènnia, una gens d'origen samnita que quan es va establir a Roma va ser plebea.
Era llegat de la primera legió a l'exèrcit romà del Rin, legió que estava estacionada a l'actual Bonn. Quan va esclatar la revolta dels bataus l'any 69, dirigida per Juli Civilis, el legat Hordeoni Flac va ordenar a Herenni que impedís que les cohorts de bataus que havien desertat de l'exèrcit romà es poguessin unir a Civilis. Herenni es volia entrevistar amb Flac com van fer els altres comandants de legions però les seves forces el van obligar a combatre sense preparació i va patir una greu desfeta quan els seus auxiliars belgues van abandonar la lluita.
Més tard Hordeoni Flac va ser deposat del comandament i Dil·li Vòcula i Gal el van assolir conjuntament. Estava al campament de Gelduba quan un accident va provocar un motí entre els soldats que el van glopejar i fuetejar però va poder ser rescatat per Vòcula.
Quan Vòcula va morir a Novesium abandonat per les seves tropes, Gal només va quedar ferit però després va morir a mans de Tul·li Valentí i Juli Tutor l'any 70.